# トランスカナダ航空831便墜落事故
トランスカナダ航空831便墜落事故（トランスカナダこうくう831びんついらくじこ、英:Trans-Canada Air Lines Flight 831）は、1963年11月29日に発生した航空事故である。

## 事故機に関する情報
831便に使用されたダグラスDC-8（機体記号：CFｰTJN）は、事故のわずか9ヶ月前にトランスカナダ航空に納入され、事故までの総飛行時間は2,174時間だった。4つのエンジンはプラット・アンド・ホイットニー JT3Dを搭載していた。

## 事故の概略
1963年11月29日、モントリオールのドーバル空港（現在のモントリオール・ピエール・エリオット・トルドー国際空港）発、トロント国際空港（現在のトロント・ピアソン国際空港）行きであったトランスカナダ航空831便は、悪天候の中離陸数分後にケベック州テレセ・デ・ブランビル近郊にて墜落し、118名（乗客111名、乗員7名）全員が死亡した。
墜落による衝撃は大きなクレーターを発生させるほどであり、機体はひどく壊れていたため、原因は解明できなかった。1965年に出された公式発表は、ピッチ角を制御する揺れ防止装置の不具合の可能性があるとしている。その理由は、数ヶ月後に別のイースタン航空304便のDC-8が同様の状況で墜落しているからとしている。
エア・カナダの前身のトランスカナダ航空は、現場近くに記念公園を造った。